# Bundestagswahlkreis Starnberg – Landsberg am Lech
Der Wahlkreis Starnberg – Landsberg am Lech (Wahlkreis 223; bis zur Bundestagswahl 2021 Wahlkreis 224) ist ein Bundestagswahlkreis in Bayern. Er umfasst die Landkreise Starnberg und Landsberg am Lech sowie die Stadt Germering aus dem Landkreis Fürstenfeldbruck. Der Wahlkreis wurde zur Bundestagswahl 2017 aus Teilen der Wahlkreise Weilheim, Fürstenfeldbruck und Starnberg gebildet. Zu dieser Wahl erhielt Bayern einen zusätzlichen Wahlkreis, was zu einer grundlegend neuen Wahlkreiseinteilung im südlichen Oberbayern führte.

## Wahlergebnisse

### Bundestagswahl 2025
Zur Bundestagswahl 2025 am 23. Februar wurden 12 Direktkandidaten und 17 Landeslisten zugelassen.
| Kandidaten                               | Kandidaten                    | Parteien/Listen     | Erststimmen | Erststimmen | Zweitstimmen | Zweitstimmen |
| Kandidaten                               | Kandidaten                    | Parteien/Listen     | Stimmen     | %           | Stimmen      | %            |
| ---------------------------------------- | ----------------------------- | ------------------- | ----------- | ----------- | ------------ | ------------ |
|                                          | Michael Kießlinggewählt im WK | CSU                 | 80.382      | 42,9        | 72.605       | 38,7         |
|                                          | Carmen Wegge                  | SPD                 | 24.165      | 12,9        | 21.598       | 11,5         |
|                                          | Petra Machnik                 | GRÜNE               | 31.338      | 16,7        | 31.552       | 16,8         |
|                                          | Paul Friedrich                | FDP                 | 6.665       | 3,6         | 10.962       | 5,8          |
|                                          | Alexander Neumeyer            | AfD                 | 24.163      | 12,9        | 25.281       | 13,5         |
|                                          | Rolf Hofmann                  | FREIE WÄHLER        | 6.061       | 3,2         | 5.146        | 2,7          |
|                                          | Bernhard Feilzer              | Die Linke           | 6.441       | 3,4         | 9.709        | 5,2          |
|                                          | Manfred Diedrich              | dieBasis            | 1.521       | 0,8         | 774          | 0,4          |
|                                          | Sabine Hahn                   | Tierschutzpartei    | 2.431       | 1,3         | 1.453        | 0,8          |
|                                          | Christoph Raab                | Die PARTEI          | 1.504       | 0,8         | 882          | 0,5          |
|                                          | –                             | ÖDP                 | –           | –           | 757          | 0,4          |
|                                          | Markus Wagner                 | BP                  | 703         | 0,4         | 429          | 0,2          |
|                                          | Titus Muschik                 | Volt                | 2.119       | 1,1         | 1.264        | 0,7          |
|                                          | –                             | PdH                 | –           | –           | 131          | 0,1          |
|                                          | –                             | MLPD                | –           | –           | 25           | 0,0          |
|                                          | –                             | BÜNDNIS DEUTSCHLAND | –           | –           | 131          | 0,1          |
|                                          | –                             | BSW                 | –           | –           | 5.015        | 2,7          |
| Gesamt                                   | Gesamt                        | Gesamt              | 187.493     | 100         | 187.714      | 100          |
|                                          |                               |                     |             |             |              |              |
| Ungültige Stimmen                        | Ungültige Stimmen             | Ungültige Stimmen   | 855         | 0,5         | 634          | 0,3          |
| Wähler                                   | Wähler                        | Wähler              | 188.348     | 87,7        | 188.348      | 87,7         |
| Wahlberechtigte                          | Wahlberechtigte               | Wahlberechtigte     | 214.841     |             | 214.841      |              |
|                                          |                               |                     |             |             |              |              |
| Quellen: Die Bundeswahlleiterin, Stimmen |                               |                     |             |             |              |              |

Kursive Direktkandidaten kandidieren nicht für die Landesliste, kursive Parteien treten ohne Landesliste an.

### Bundestagswahl 2021
Zur Bundestagswahl 2021 am 26. September wurden 12 Direktkandidaten und 26 Landeslisten zugelassen.
| Kandidaten                               | Kandidaten                                         | Parteien/Listen      | Erststimmen | Erststimmen | Zweitstimmen | Zweitstimmen |
| Kandidaten                               | Kandidaten                                         | Parteien/Listen      | Stimmen     | %           | Stimmen      | %            |
| ---------------------------------------- | -------------------------------------------------- | -------------------- | ----------- | ----------- | ------------ | ------------ |
|                                          | Michael Kießlinggewählt im WK                      | CSU                  | 68.617      | 38,2        | 57.906       | 32,1         |
|                                          | Carmen Wegge                                       | SPD                  | 23.985      | 13,3        | 28.584       | 15,9         |
|                                          | Rainer Groß                                        | AfD                  | 10.715      | 6,0         | 11.066       | 6,1          |
|                                          | Britta Hundesrügge                                 | FDP                  | 16.585      | 9,2         | 23.893       | 13,3         |
|                                          | Martina Neubauer                                   | GRÜNE                | 35.809      | 19,9        | 32.663       | 18,1         |
|                                          | Simone Ketterl                                     | DIE LINKE            | 3.701       | 2,1         | 4.446        | 2,5          |
|                                          | Rasso Franz-Christoph Wesley Rebay von Ehrenwiesen | FREIE WÄHLER         | 9.035       | 5,0         | 9.026        | 5,0          |
|                                          | Stella Sadowsky                                    | ÖDP                  | 1.972       | 1,1         | 1.293        | 0,7          |
|                                          | -                                                  | Tierschutzpartei     | –           | –           | 1.775        | 1,0          |
|                                          | -                                                  | BP                   | –           | –           | 847          | 0,5          |
|                                          | Christoph Raab                                     | Die PARTEI           | 2.333       | 1,3         | 1.299        | 0,7          |
|                                          | -                                                  | PIRATEN              | –           | –           | 600          | 0,3          |
|                                          | –                                                  | NPD                  | –           | –           | 81           | 0,0          |
|                                          | Cornelia Fiegel                                    | V-Partei³            | 721         | 0,4         | 265          | 0,1          |
|                                          | –                                                  | Gesundheitsforschung | –           | –           | 199          | 0,1          |
|                                          | -                                                  | MLPD                 | –           | –           | 12           | 0,0          |
|                                          | –                                                  | DKP                  | –           | –           | 24           | 0,0          |
|                                          | Manfred Heinlein                                   | dieBasis             | 5.365       | 3,0         | 4.505        | 2,5          |
|                                          | –                                                  | Bündnis C            | –           | –           | 118          | 0,1          |
|                                          | –                                                  | III. Weg             | –           | –           | 36           | 0,0          |
|                                          | -                                                  | du.                  | –           | –           | 88           | 0,0          |
|                                          | -                                                  | LKR                  | –           | –           | 42           | 0,0          |
|                                          | -                                                  | Die Humanisten       | –           | –           | 128          | 0,1          |
|                                          | –                                                  | Team Todenhöfer      | –           | –           | 442          | 0,2          |
|                                          | -                                                  | UNABHÄNGIGE          | –           | –           | 238          | 0,1          |
|                                          | Joachim Nibbe                                      | Volt                 | 982         | 0,5         | 688          | 0,4          |
| Gesamt                                   | Gesamt                                             | Gesamt               | 179.820     | 100         | 180.264      | 100          |
|                                          |                                                    |                      |             |             |              |              |
| Ungültige Stimmen                        | Ungültige Stimmen                                  | Ungültige Stimmen    | 1.158       | 0,6         | 714          | 0,4          |
| Wähler                                   | Wähler                                             | Wähler               | 180.978     | 84,2        | 180.978      | 84,2         |
| Wahlberechtigte                          | Wahlberechtigte                                    | Wahlberechtigte      | 214.828     |             | 214.828      |              |
|                                          |                                                    |                      |             |             |              |              |
| Quellen: Die Bundeswahlleiterin, Stimmen |                                                    |                      |             |             |              |              |

Kursive Direktkandidaten kandidieren nicht für die Landesliste, kursive Parteien sind nicht Teil der Landesliste.

### Bundestagswahl 2017
Zur Bundestagswahl 2017 am 24. September wurden 11 Direktkandidaten und 21 Landeslisten  zugelassen.
| Direktkandidat          | Partei               | Erststimmen in % | Zweitstimmen in % |
| ----------------------- | -------------------- | ---------------- | ----------------- |
| Michael Kießling        | CSU                  | 42,1             | 38,3              |
| Christian Winklmeier    | SPD                  | 16,7             | 12,7              |
| Kerstin Täubner-Benicke | GRÜNE                | 11,9             | 13,1              |
| Britta Hundesrügge      | FDP                  | 09,6             | 14,2              |
| Martin Hebner           | AfD                  | 08,9             | 09,9              |
| Bernhard Feilzer        | LINKE                | 04,0             | 05,4              |
| Harald von Herget       | FREIE WÄHLER         | 02,4             | 01,6              |
| Tobias McFadden         | PIRATEN              | 01,2             | 00,3              |
| Karin Boolzen           | ÖDP                  | 01,8             | 00,9              |
| Heinz Thannheiser       | BP                   | 01,3             | 01,0              |
| –                       | NPD                  | 0–               | 00,2              |
| –                       | Tierschutzpartei     | 0–               | 00,9              |
| –                       | MLPD                 | 0–               | 00,0              |
| –                       | Büso                 | 0–               | 00,0              |
| –                       | BGE                  | 0–               | 00,2              |
| –                       | DiB                  | 0–               | 00,2              |
| –                       | DKP                  | 0–               | 00,0              |
| –                       | DM                   | 0–               | 00,2              |
| –                       | Die PARTEI           | 0–               | 00,6              |
| –                       | Gesundheitsforschung | 0–               | 00,1              |
| –                       | V-Partei³            | 0–               | 00,2              |
| Claudia Ruthner         | Einzelbewerber       | 00,2             | 0–                |

## Wahlkreisgeschichte
| Wahl      | Wahlkreisname                     | Gebiet                                           |
| --------- | --------------------------------- | ------------------------------------------------ |
| 2017–2021 | 224 Starnberg – Landsberg am Lech | Landkreis Starnberg, Landkreis Landsberg am Lech |
| 2025–     | 223 Starnberg – Landsberg am Lech | Landkreis Starnberg, Landkreis Landsberg am Lech |